# Suomário
Suomário (em latim: Suomarius) foi um rei alamano ativo durante a segunda metade do século IV. Esteve entre os chefes alamanos que participaram na campanha de 357 que culminaria na decisiva batalha de Argentorato contra o césar Juliano. Foi subjugado por Juliano em 358 e é mencionado em 359.